# Années 730
Les années 730 couvrent la période de 730 à 739.

## Événements
- Entre 725 et 738 : raids des Arabes du Sind en Inde du Nord. Ils se heurtent au roi du Kashmir et probablement à celui de Kanauj. Le Rajput Gurjara-Pratihara Nagabhata Ier, fondateur de la dynastie d’Avanti (Mâlvâ, dans le nord-ouest, règne v. 725-756), parvient à les chasser hors du Rajasthan[1].
- 730-787 : premier iconoclasme byzantin[2].

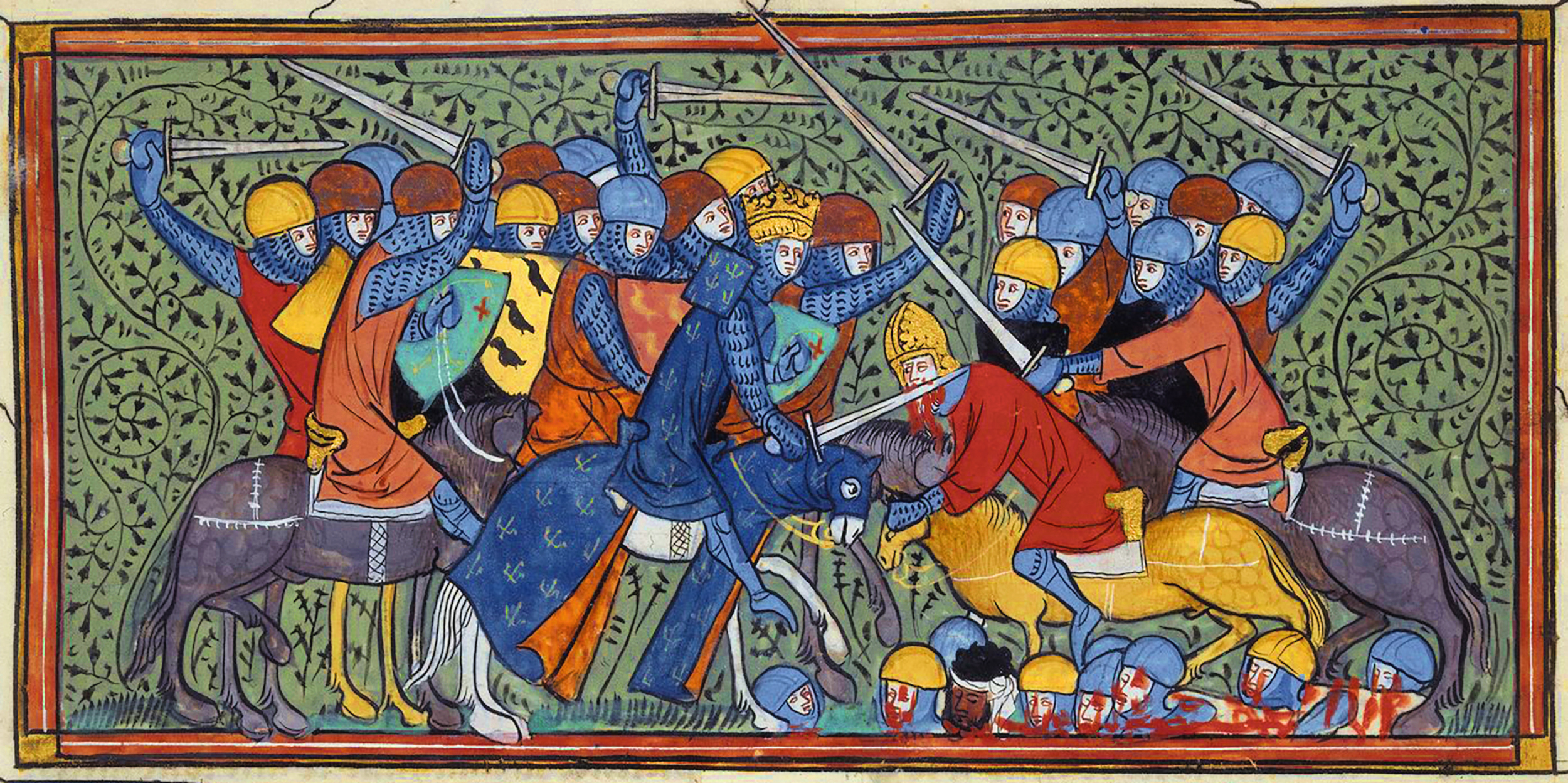
Charles Martel à la bataille de Tours., Grandes Chroniques de France.

- 732 : raids arabes en Gaule. Bataille de Poitiers[2].
- 736-737 : raids francs en Aquitaine et en Septimanie. Siège d'Avignon. Bataille de la Berre[3].
- 737 : fondation du royaume de Nanzhao, état tibéto-birman dans l’ouest du Yunnan en Chine (VIIIe – XIIIe siècle). Il résulte de la réunion de nombreux petits états qui étaient apparus dans la région après la disparition (220) de la dynastie Han en Chine[4].
- 737-743 : interrègne dans la dynastie mérovingienne ; à la mort de Thierry IV, Charles Martel laisse vacant le trône mérovingien[5].
- 739-742 : grande révolte berbère[6].

## Personnages significatifs
Abd al-Rahman ibn Abd Allah al-Rhafiqi 
- Alphonse Ier des Asturies
- Bède le Vénérable 
- Boniface de Mayence 
- Charles Martel 
- Grégoire III 
- Hunald Ier
- Léon III l'Isaurien
- Liutprand